# Дыбан, Евгений Павлович
Евгений Павлович Дыбан (13 декабря 1925, Умань — 31 марта 1996, Киев) — украинский советский учёный в области теплотехники и теплоэнергетики. Заслуженный деятель науки УССР, доктор технических наук, профессор, академик НАН Украины (с 25 сентября 1989 года).

## Биография
Родился 13 декабря 1925 года в Умани.
Окончил Львовский политехнический институт (1949).
С 1950 г. работал в Институте технической теплофизики АН УССР, с 1962 г. зав. отделом теплопроводности.
Доктор технических наук (1967), профессор (1969), академик НАНУ (1992).
Умер 31 марта 1996 года. Похоронен в Киеве на Лукьяновском кладбище (участок № 5).
Заслуженный деятель науки Украинской ССР (1980). Лауреат Государственной премии Украинской ССР (1986) и премии имени Г. Ф. Проскуры (1977).

## Научная деятельность
Автор трудов по конвективному теплообмену и гидродинамике, теории тепловой защиты двигателей.

### Сочинения
- Воздушное охлаждение роторов газовых турбин. К., 1959;
- Воздушное охлаждение деталей газовых турбин. К., 1974 (соавт.);
- Методы экспериментального определения тепловых и гидравлических характеристик систем воздушного охлаждения. Ленинград, 1977 (соавт.);
- Теплообмен при струйном обтекании тел. К., 1982 (соавт.);
- Тепломассообмен и гидродинамика турбулизованых потоков. К., 1985 (соавт.);
- Гидравлическое сопротивление и локальный теплообмен при вдуве в канал системы импактных струй // ИФЖ. 1987. № 6; * Газотурбинные и парогазовые установки для стационарной муниципальной электроэнергетики (обзор) // ПТ. 1994. Т. 16, № 1-3.